# Rio Lourenço Velho
O rio Lourenço Velho é um curso de água que pertence à bacia do Paraná. É afluente do rio Sapucaí que, por sua vez, é afluente do rio Grande, um dos formadores do rio Paraná.
Nasce na serra da Mantiqueira, entre as cidades de Virgínia e Passa Quatro. Passa pelos municípios de Virgínia, Marmelópolis, Itajubá, Maria da Fé e São José do Alegre. Sua foz no rio Sapucaí é marco do encontro da divisão territorial entre Itajubá, São José do Alegre e Piranguinho.
No distrito de Lourenço Velho, no bairro da Cachoeira Grande, está localizada a Usina Hidrelétrica Luiz Dias, construída em 1914, operando com dois geradores. Nessa Usina, pertencente à CEMIG, funcionou durante os últimos anos, em convênio entre a CEMIG, a Universidade Federal de Itajubá e o Ministério de Minas e Energia, o Parque de Alternativas Energéticas para o Desenvolvimento Auto-Sustentável (PAEDA). Porém o convênio findou-se em 2009, sendo o PAEDA desativado, mas ainda continua a Usina em operação.